# Planet Coaster
Planet Coaster es un videojuego de construcción y gestión desarrollado y publicado por Frontier Developments para Microsoft Windows. El juego es el sucesor espiritual de RollerCoaster Tycoon 3, que también fue desarrollado por Frontier en el año 2004.

## Jugabilidad
Al igual que su predecesor, Planet Coaster es un videojuego de construcción y gestión de parques de atracciones. El juego permite a los jugadores construir sus propios parques temáticos.

## Desarrollo
Antes de Planet Coaster, Frontier Developments desarrolló varios juegos de construcción, incluyendo el exitoso RollerCoaster Tycoon 3 de 2004, que vendió casi 10 millones de copias. Planet Coaster nace como el sucesor espiritual de RollerCoaster Tycoon 3 en vez de como una secuela directa, ya que la empresa considera que el uso de la marca Tycoon no era la más adecuada debido a la mala crítica de los últimos juegos que la aplicaban.
El juego fue anunciado el 29 de enero de 2015 por Frontier Developments. Originalmente llamado Coaster Park Tycoon, fue renombrado a Planet Coaster el 16 de junio de 2015 durante la Feria de videojuegos de PC en el E3 de 2015. El motor gráfico es una versión avanzada del COBRA Engine, de propiedad y desarrollado por Frontier que ha sido utilizado en juegos como Elite: Dangerous y RollerCoaster Tycoon 3. Entre las nuevas características se encuentran un moderno apartado gráfico, un sistema de creación de montañas rusas más elaborado y la posibilidad de crear y compartir nuevas atracciones con la comunidad entre otras novedades más.
El 26 de mayo de 2016, Frontier lanzó la segunda versión Alpha. 
El 9 de noviembre salió la versión beta, con multitud de novedades y el anuncio de la inclusión de montañas rusas de madera y atracciones acuáticas.